# خورنق (نبات)
الخَوَرْنَق جنس (نحو 25 نوعًا   ) من فصيلة الخبازية. قد تكون حولية أو معمرة وبعضها جذمور. أنواعه واطنه في غرب ووسط أمريكا الشمالية. تنتج كتل الأوراق القاعدية المسننة في منتصف الصيف إلى أواخره سيقانًا مزهرة منتصبة مع أزهار من نوع الخبيزة ذات 5 بتلات في أعراق نهائية ، في ظلال من اللون الوردي والأبيض والأرجواني. 

## الأنواع
من أنواعه:
- خورنق خبازي
- خورنق أبيض

## معرض الصور

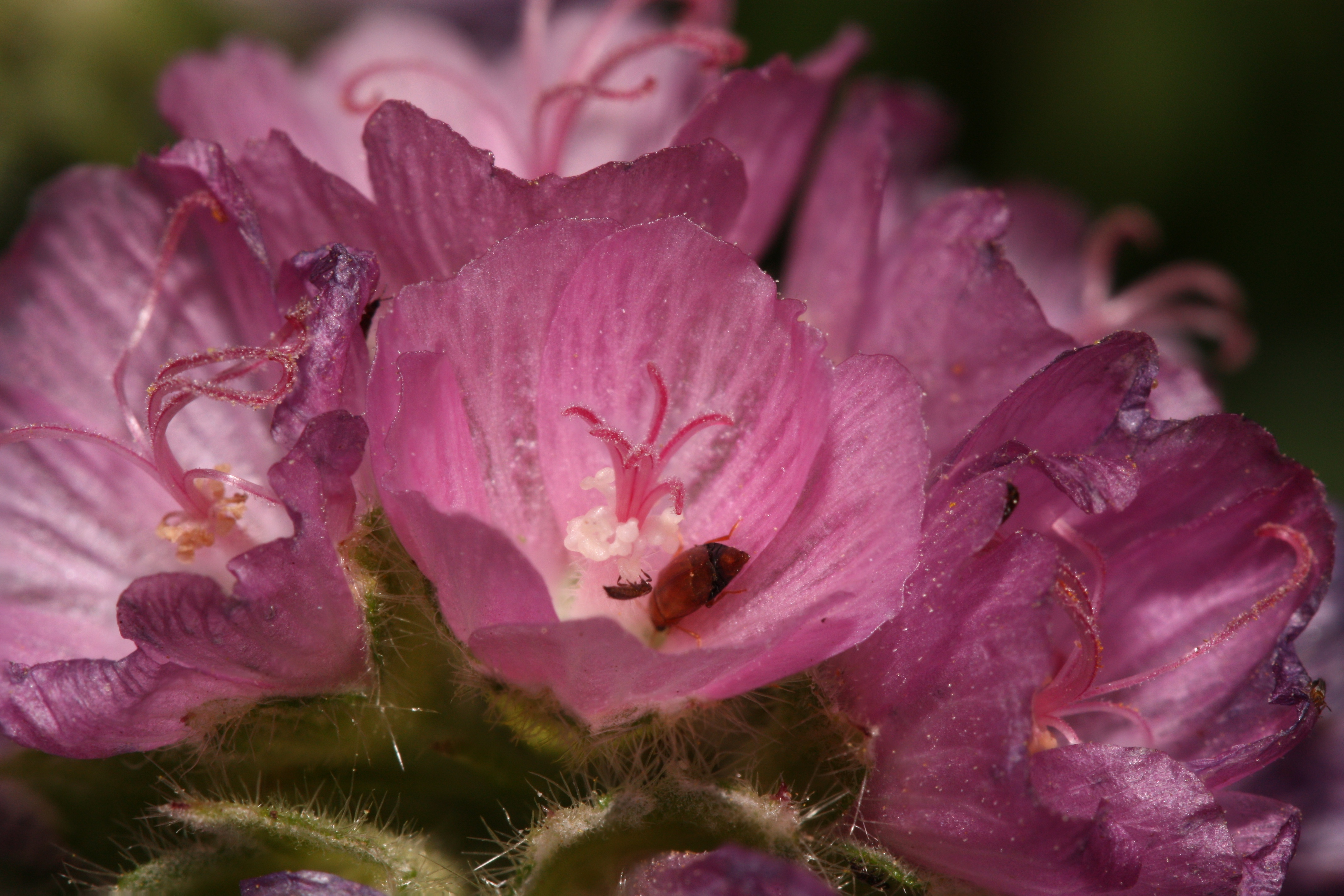
Sidalcea hirtipes
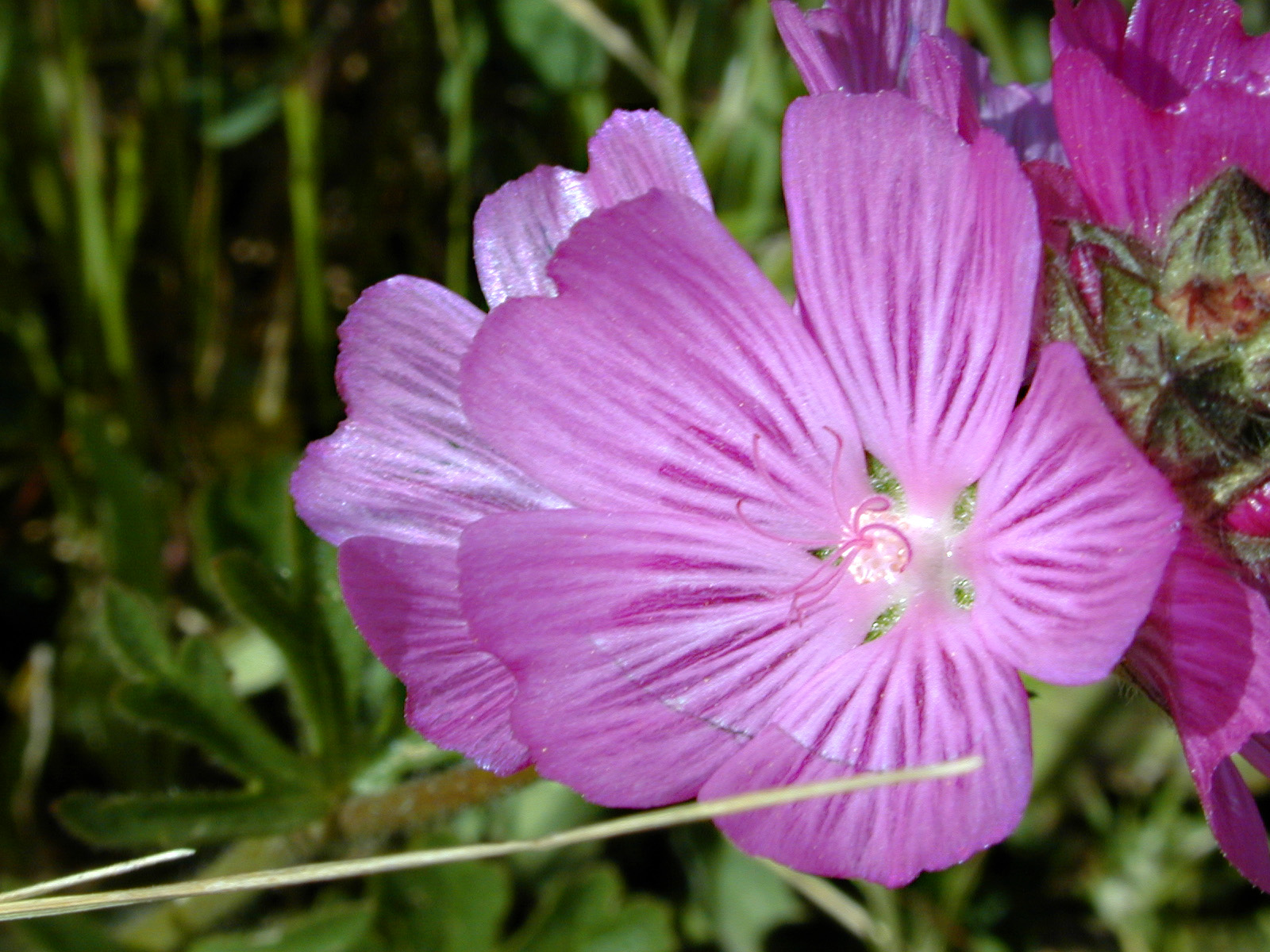
خورنق خُبَّازي
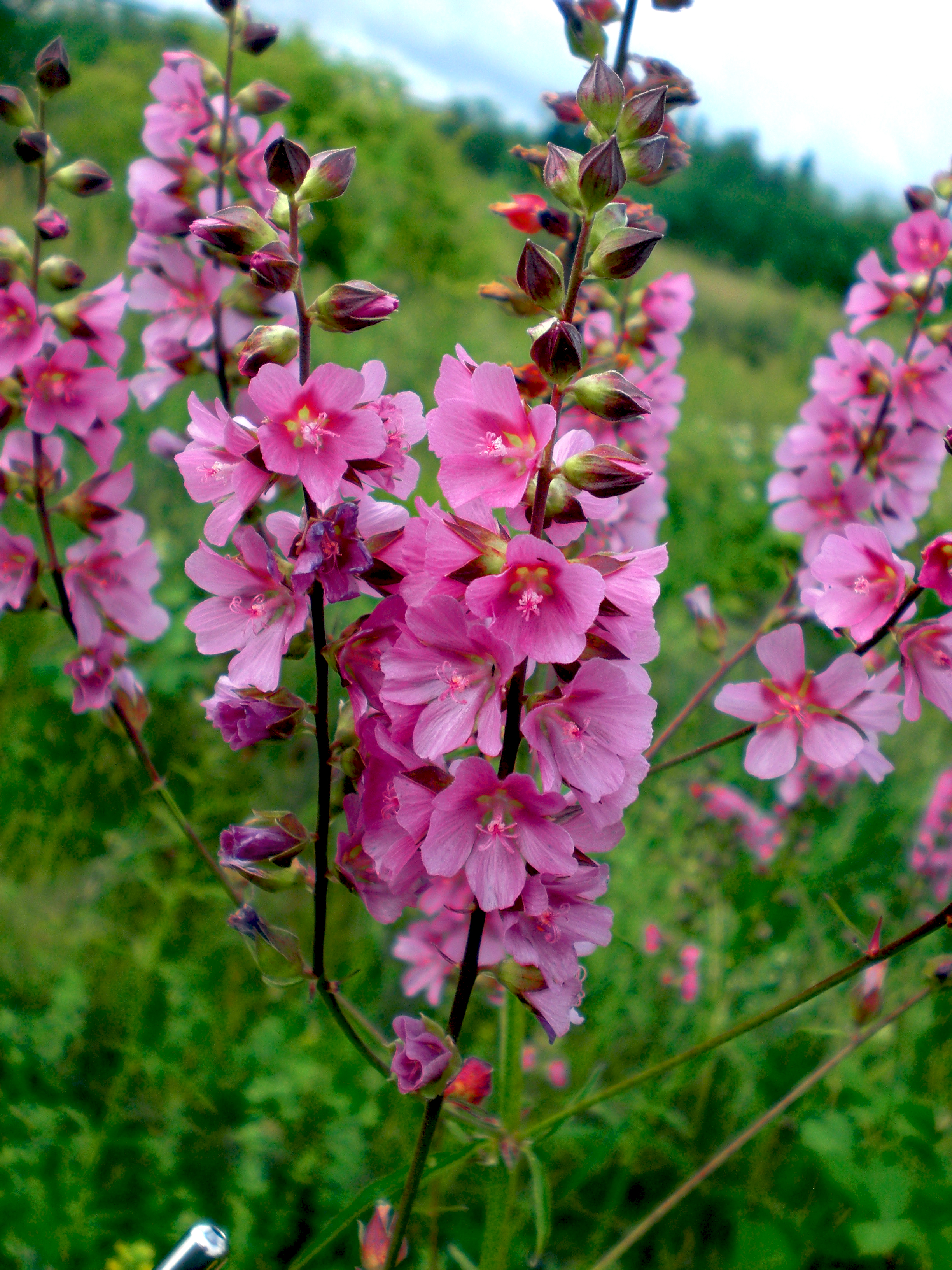
Sidalcea cusickii
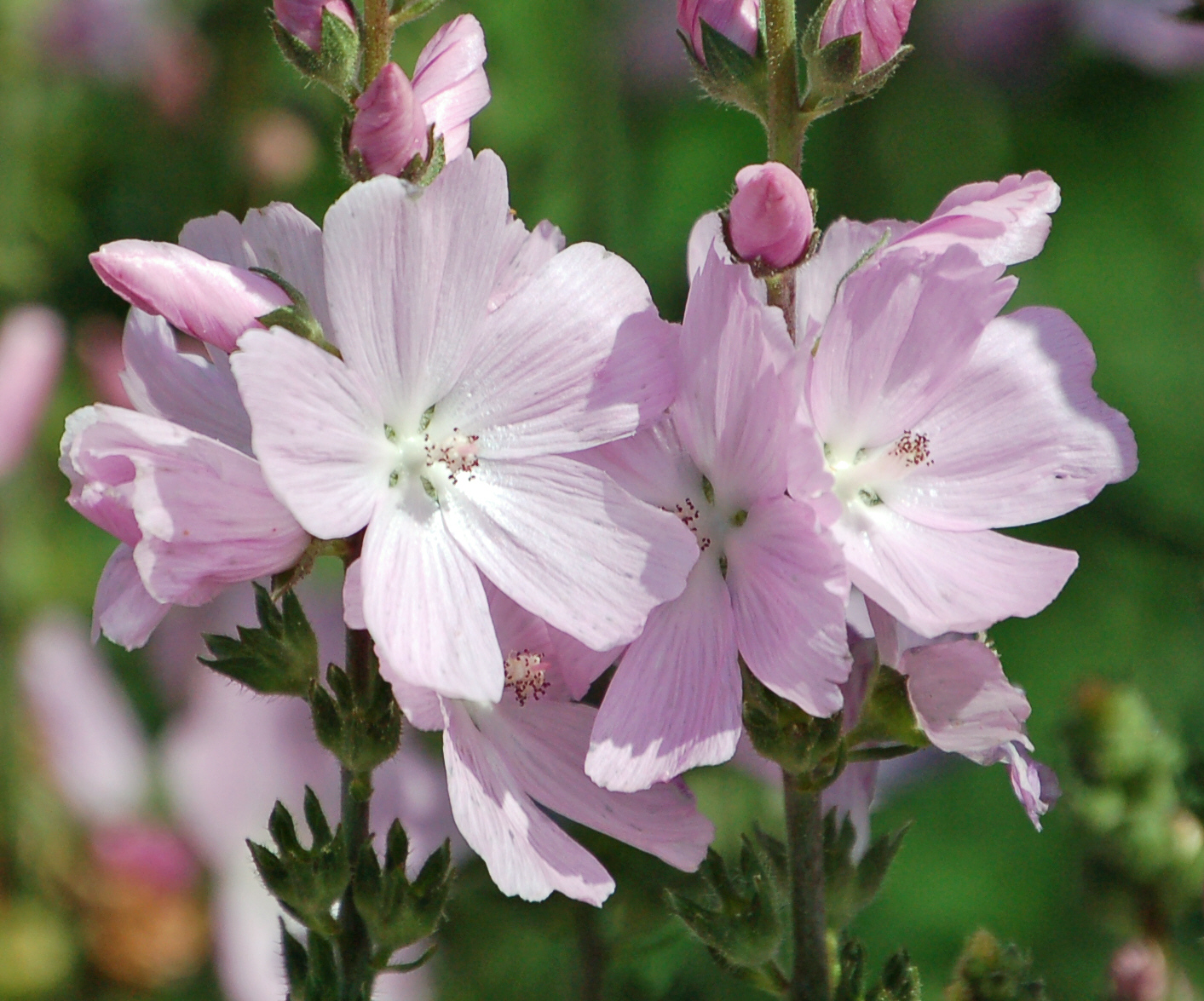